# Metropolis (Auckland)
El Metropolis o las Residencias Metropolis (en inglés: Metropolis Residences) es un rascacielos de uso residencial y hotelero de 40 pisos y 155 metros en Auckland, Nueva Zelanda, desarrollado en 1999 por Propiedades Krukziener. Elogiado por su estilo y calidad, el edificio de 180 millones de dólares, también trajo importantes consecuencias financieras. Metropolis es considerado uno de los edificios de apartamentos más exclusivos de Auckland[cita requerida], y a partir de 2013 es el edificio residencial más alto Nueva Zelanda. El 11 de diciembre de 2013, Alain Robert escaló el edificio como parte de una promoción para el Samsung Galaxy smartwatch Gear. 